# Cloverdale (Nouvelle-Écosse)
Pour les articles homonymes, voir Cloverdale.
Colverdale est une communauté en Nouvelle-Écosse au Canada. Elle est située dans le comté de Colchester dans la vallée de la Stewiacke.